# کمیته المپیک جمهوری چک
کمیته المپیک چک (چکی: Český olympijský výbor – ČOV) یک سازمان ورزشی است که نماینده کشور جمهوری چک در کمیته بین‌المللی المپیک می‌باشد.
این سازمان که در سال ۱۸۹۹ تأسیس شده مسئول آماده‌سازی و اعزام ورزشکاران به بازی‌های المپیک، بازی‌های المپیک جوانان و بازی‌های اروپایی است. 